# Fandens Keglebane
Fandens Keglebane er en vandreblok, der ligger i Neksø Lystskov sydvest for Nexø. På oversiden af klippeblokken er der indhugget 17 skåltegn. I slutningen af 1800-tallet har stenen fået sit navn som hentydning dels til at helleristningerne er førkristne (fra yngre bronzealder), dels til at hullerne kan ligne en keglebane.